# Ties Theeuwkens
Ties Theeuwkens (Barendrecht, 15 januari 1985) is een Nederlandse basketballer die onder contract staat bij Feyenoord Basketbal. Ook kwam hij vanaf 2007 uit voor het Nederlands nationaal basketbalteam, in totaal speelde hij 55 interlands.

## Biografie
Theeuwkens werd op 15 januari 1985 geboren in Barendrecht. Hier begon hij toen hij negen was met basketballen bij CBV Binnenland. Na drie jaar vertrok hij van deze club om bij de jeugdacademie uit Rotterdam te gaan spelen. Na vijf jaar Rotterdam Basketbal (AA Drink Academy) verhuisde Ties naar de Junioren van Eiffel Towers Nijmegen. Theeuwkens begon op Eredivisie-niveau bij de Den Helder Seals in 2004, maar Theeuwkens zat lang aan de kant door een blessure. Toen hij weer aan spelen toekwam ging de club uit Den Helder failliet en besloot Theeuwkens weer naar Rotterdam te gaan.
Hij speelde goed in de seizoenen bij Rotterdam, waardoor hij voor het Nederlands nationaal basketbalteam werd uitgenodigd. Inmiddels heeft Ties 55 Interlands op zijn naam staan. In 2009 vertrok Theeuwkens alweer uit Rotterdam, deze keer om voor de West-Brabant Giants te gaan spelen in Bergen op Zoom. Theeuwkens tekende een tweejarig contract. In het eerste seizoen bereikte de Giants de finale in de play-offs, die later verloren werd. Het tweede seizoen ging een stuk minder, de Giants vielen terug naar een 6e plaats.
Na twee seizoenen Giants besloot Theeuwkens weer te vertrekken. Deze keer ging hij naar Groningen om bij de GasTerra Flames te gaan spelen. Op 28 juni 2013 werd bekend dat Theeuwkens in het seizoen 2013-2014 weer uit zou komen voor Den Helder.
Voor het seizoen 2014/15 keerde hij terug naar Rotterdam.

## Statistieken
Dutch Basketball League
| Jaar                      | Team           | GS | MPW  | 2P%  | 3P%  | VW%  | RPW | APW | SPW | BPW | PPW |
| ------------------------- | -------------- | -- | ---- | ---- | ---- | ---- | --- | --- | --- | --- | --- |
| 2010–11                   | Bergen op Zoom | 34 | 24.3 | .382 | .344 | .702 | 2.1 | 2.0 | 0.9 | 0.0 | 7.7 |
| 2011–12                   | Groningen      | 30 | 13.1 | .341 | .328 | .533 | 0.8 | 0.8 | 0.8 | 0.0 | 2.9 |
| 2012–13                   | Groningen      | 36 | 17.4 | .507 | .466 | .545 | 1.5 | 1.3 | 0.7 | 0.1 | 5.7 |
| Laatste update: juni 2013 |                |    |      |      |      |      |     |     |     |     |     |

|  | Lijstaanvoerder competitie |